# Cantón de Villandraut
El cantón de Villandraut era una división administrativa francesa, que estaba situada en el departamento de Gironda y la región de Aquitania.

## Composición
El cantón estaba formado por ocho comunas:
- Bourideys
- Cazalis
- Lucmau
- Noaillan
- Pompéjac
- Préchac
- Uzeste
- Villandraut

## Supresión del cantón de Villandraut
En aplicación del Decreto nº 2014-192 de 20 de febrero de 2014, el cantón de Villandraut fue suprimido el 22 de marzo de 2015 y sus 8 comunas pasaron a formar parte del nuevo cantón de Sur de Gironda.